# 1949 في أستراليا
فيما يلي قوائم الأحداث التي وقعت خلال عام 1949 في أستراليا.

## سياسة

### تعيين في المنصب
- 10 ديسمبر – بيلي هيوز عضو مجلس النواب الأسترالي.
- 10 ديسمبر – هارولد هولت عضو مجلس النواب الأسترالي،وزير التوظيف وعلاقات العمل [الإنجليزية]‏، وزير الهجرة وصيانة الحدود الأسترالية [الإنجليزية]‏.
- 10 ديسمبر – هيوبرت اوبرمان عضو مجلس النواب الأسترالي.

### انتهاء فترة المنصب
- 10 ديسمبر – بيلي هيوز عضو مجلس النواب الأسترالي.
- 10 ديسمبر – هارولد هولت عضو مجلس النواب الأسترالي.
- 19 ديسمبر – هيربرت فير إيفات المدعي العالم لأستراليا [الإنجليزية]‏، وزير الخارجية [الإنجليزية]‏.

## رياضة
- 18 سبتمبر – جائزة أستراليا الكبرى 1949

## مواليد

### يناير
- 8 يناير – توني سميبرت فنان أسترالي.
- 10 يناير – والتر براون
- 16 يناير – كريس ريتشي

### يونيو
- 22 يونيو – جون نيكلسون دراج أسترالي.

### سبتمبر
- 19 سبتمبر – كيري هاريس لاعبة كرة مضرب أسترالية.
- 24 سبتمبر – دونالد ألان درّاج طريق أسترالي.

### أكتوبر
- 20 أكتوبر – إيرني كامبل لاعب كرة قدم أسترالي.

### نوفمبر
- 2 نوفمبر – جوزيف دونوفان ملاكم أسترالي.

## وفيات

### مايو
- 7 سبتمبر – إلتون مايو (مواليد 1880)

### سبتمبر
- 7 سبتمبر – إلتون مايو (مواليد 1880)